# Devasar Lerr
Devasar Lerr (armeniska: Դեվասար Լեռ) är ett berg i Azerbajdzjan. Det ligger i den västra delen av landet, 300 km väster om huvudstaden Baku. Toppen på Devasar Lerr är 3 060 meter över havet, eller 71 meter över den omgivande terrängen. Bredden vid basen är 0,64 km.
Terrängen runt Devasar Lerr är varierad. Runt Devasar Lerr är det ganska glesbefolkat, med 25 invånare per kvadratkilometer.. Närmaste större samhälle är İstisu, 15,1 km sydost om Devasar Lerr. 
Trakten runt Devasar Lerr består i huvudsak av gräsmarker.